# CCR6
CCR6 (C-C-рецептор хемокина 6, англ. C-C chemokine receptor type 6; CD196) — рецептор β-хемокинов млекопитающих класса интегральных мембранных белков. Продукт гена CCR6.

## Функции
Белок CCR6 входит в семейство рецепторов, сопряжённых с G-белком. Ген экспрессирован преимущественно на незрелых дендритных клетках и Т-клетках памяти. Лигандом этого рецептора является макрофагальный воспалительный белок 3 альфа (MIP-3 альфа, или CCL20). Рецептор CCR6 играет роль в созревании клеток линии B-лимфоцитов и дифференцировании B-лимфоцитов под действием антигена. Кроме этого, рецептор может регулировать миграцию и рекрутирование дендритных клеток и T-лимфоцитов в процессе воспаления и во время иммунного ответа.

## Клиническое значение
Была обнаружена связь CCR6 с болезнью Крона.